# Agata Kołodziejczyk
Agata Maria Kołodziejczyk z domu Wszołek (ur. 18 marca 1981 w Krakowie) – polska neurobiolożka i astrobiolożka. Założycielka polskich laboratoriów do symulacji  analogowych misji kosmicznych. Aktywistka społeczna.

## Życiorys
Agata Kołodziejczyk ukończyła studia biologiczne na Wydziale Biologii Uniwersytetu Jagiellońskiego (2005). W 2011 doktoryzowała się w Instytucie Zoologii Uniwersytetu Sztokholmskiego na podstawie pracy Chemical circuitry in the visual system of the fruitfly, Drosophila melanogaster. Od 2022 adiunkt w Centrum Technologii Kosmicznych AGH i opiekun naukowego koła studenckiego AstroBio AGH.
Specjalizuje się w neurobiologii i astrobiologii. Interesuje ją m.in. wpływ światła gwiazd na organizmy żywe, tworzenie bioreaktorów na bazie symbiotycznych mikroorganizmów bakterii i grzybów oraz szeroko pojęta adaptacja organizmów żywych do środowisk ekstremalnych. Od 2016 roku prowadzi autorskie międzynarodowe szkolenia z dziedziny bioastronautyki we własnej firmie AATC - Analog Astronaut Training Center. Podstawową formą szkoleń są jednotygodniowe edukacyjne i naukowe symulacje misji księżycowych i marsjańskich, ale również misje stratosferyczne i podwodne. 
W latach 2015–2017 ekspertka w Advanced Concept Team Europejskiej Agencji Kosmicznej, gdzie opracowała biomimetyczne rozwiązanie zmniejszające masę oraz koszty wyniesienia nad ziemię wielomodułowych teleskopów orbitalnych.
Z jej inicjatywy utworzono pierwsze w Polsce analogowe bazy kosmiczne do przeprowadzania symulacji misji pozaziemskich. Jeden projekt zrealizowano w Pile, dwa kolejne w Rzepienniku. Obecnie właścicielka dwóch laboratoriów badawczych, aktywistka społeczna, popularyzatorka New Space. 
Przewodnicząca rady doradczej UNIVERSEH - Europejskiego Uniwersytetu Kosmicznego, członkini rady naukowej Centrum Technologii Kosmicznych AGH, Stowarzyszenia Astronomia Nova, World Research Centre, członkini grupy eksperckiej Space Habitats międzynarodowej organizacji astronautycznej IAF oraz prywatnej agencji kosmicznej Valles Marineris. Dyrektorka Projektów Naukowych w AATC.
Jej rodzice – astronomowie Magdalena i Bogdan Wszołkowie – stworzyli w Rzepienniku Biskupim największe w Polsce prywatne obserwatorium astronomiczne. Jej siostra Agnieszka również jest astronomem, brat Kamil – inżynierem. Jeszcze w czasie studiów w Krakowie wyszła za mąż za informatyka Pawła Kołodziejczyka, którego poznała, gdy oboje udzielali się w Orkiestrze Reprezentacyjnej AGH. Ma czworo dzieci.

## Nagrody i wyróżnienia
Wyróżniona m.in. Nagrodą im. Artura Rojszczaka (2013), złotym Medalem Fromborskim (2018), nominowana do tytułu Superbohaterki „Wysokich Obcasów” (2017), nadawanego najbardziej wpływowym kobietom w Polsce. W 2022 znalazła się na liście kobiet Forbes, nominowana do nagrody ONZ.